# Toxolasma paulus
Toxolasma paulus är en musselart som först beskrevs av I. Lea 1840.  Toxolasma paulus ingår i släktet Toxolasma och familjen målarmusslor. Inga underarter finns listade i Catalogue of Life.